# Agostino Borio
Agostino Borio (Torino, 27 novembre 1873 – Torino, 1º aprile 1962) è stato un matematico italiano.

## Biografia
Nel corso della sua carriera si occupò di geometria, aritmetica e algebra, scrivendo anche manuali di intento didattico, dedicati a scuole medie inferiori e superiori. Non disdegnò però anche le scienze fisiche e naturali, tra cui la sismologia.
Agostino Borio intrattenne relazioni con Giuseppe Peano: le corrispondenze scambiate con l'illustre matematico sono attualmente conservate nell'Archivio Peano presso la Biblioteca civica di Cuneo.

## Pubblicazioni
- Corso di scienze fisiche e naturali e d'igiene per le scuole complementari e normali, Agostino Borio e Alberto Noelli, Milano, Remo Sandron, 1908-1909
- Una teoria semplice dei logaritmi, Cuneo, Unione Tip. Ed. Provinciale, 1922
- Elementi di aritmetica pratica per le scuole medie di primo Grado, Torino, SEI, 1925
- Progressione arithmetico de gradu superiore ad uno, Cuneo, Tip. N. Menzio, 1925
- Elementi di geometria per il Ginnasio Inferiore, Torino, SEI, 1925
- Elementi di geometria per il Ginnasio superiore e per il Corso Inferiore dell'Istituto Magistrale, Torino, SEI, 1934